# آرنه أندرسون (عداء المسافات المتوسطة)
آرنه أندرسون (بالسويدية: Arne Andersson)‏ هو عداء مسافات متوسطة سويدي، ولد في 27 أكتوبر 1917 في ترولهتان في السويد، وتوفي في 1 أبريل 2009 في Vänersborg ‏ في السويد.

## وصلات خارجية
- آرنه أندرسون على موقع الاتحاد الدولي لألعاب القوى (الإنجليزية)